# Зоар, Меир
Ме́ир «Ми́ша» Зо́ар (варианты транскрипции: Зохар, Зогар; ивр. מאיר זוהר‎ Меир Зо́hар; 12 апреля 1910, Дубно, Российская империя (ныне Украина) — 5 июля 1961, Тель-ха-Шомер, Израиль) — Главный военный прокурор Армии обороны Израиля с 1953 по 1961 год.

## Биография
Зоар родился 12 апреля 1910 года в городе Дубно в семье Дова (Бориса) и Соси. В детстве и юности получил как традиционное религиозное еврейское воспитание, так и светское образование.
В 1928 году окончил учёбу в школе в Дубно и поступил на юридический факультет Варшавского университета. В те годы также учился в Варшавском институте иудаики (ивр. המכון לחכמת-ישראל‎), участвовал в студенческом сионистском движении. В 1932 году, в возрасте всего лишь 22 лет, защитил докторскую диссертацию на тему «Важность частной инициативы с точки зрения макроэкономики».
По окончании учёбы поступил на службу в польскую армию, где прослужил в артиллерийских войсках до звания лейтенанта.
В 1937 году женился и через два года репатриировался вместе с женой в Палестину.
По прибытии в Палестину поступил на службу в «Хагану», где занимал штабные должности.
Во время Войны за независимость Израиля получил звание капитана Армии обороны Израиля и служил в военно-строительной службе (ивр. שירות האכסון‎).
После войны Зоар служил в военно-инженерных войсках (в состав которых вошла военно-строительная служба после окончания Войны за независимость) интендантом в звании майора.
Во время службы, в 1950 году, прошёл квалификационные экзамены на получение лицензии на право занятия адвокатской деятельностью. В этом же году был переведён на службу в Военную прокуратуру.
Служил юридическим советником, затем был повышен в звании до подполковника и назначен заместителем Главного военного прокурора. В 1952 году был назначен на должность заместителя Председателя Верховного военного суда (ивр. בית הדין הצבאי העליון‎).

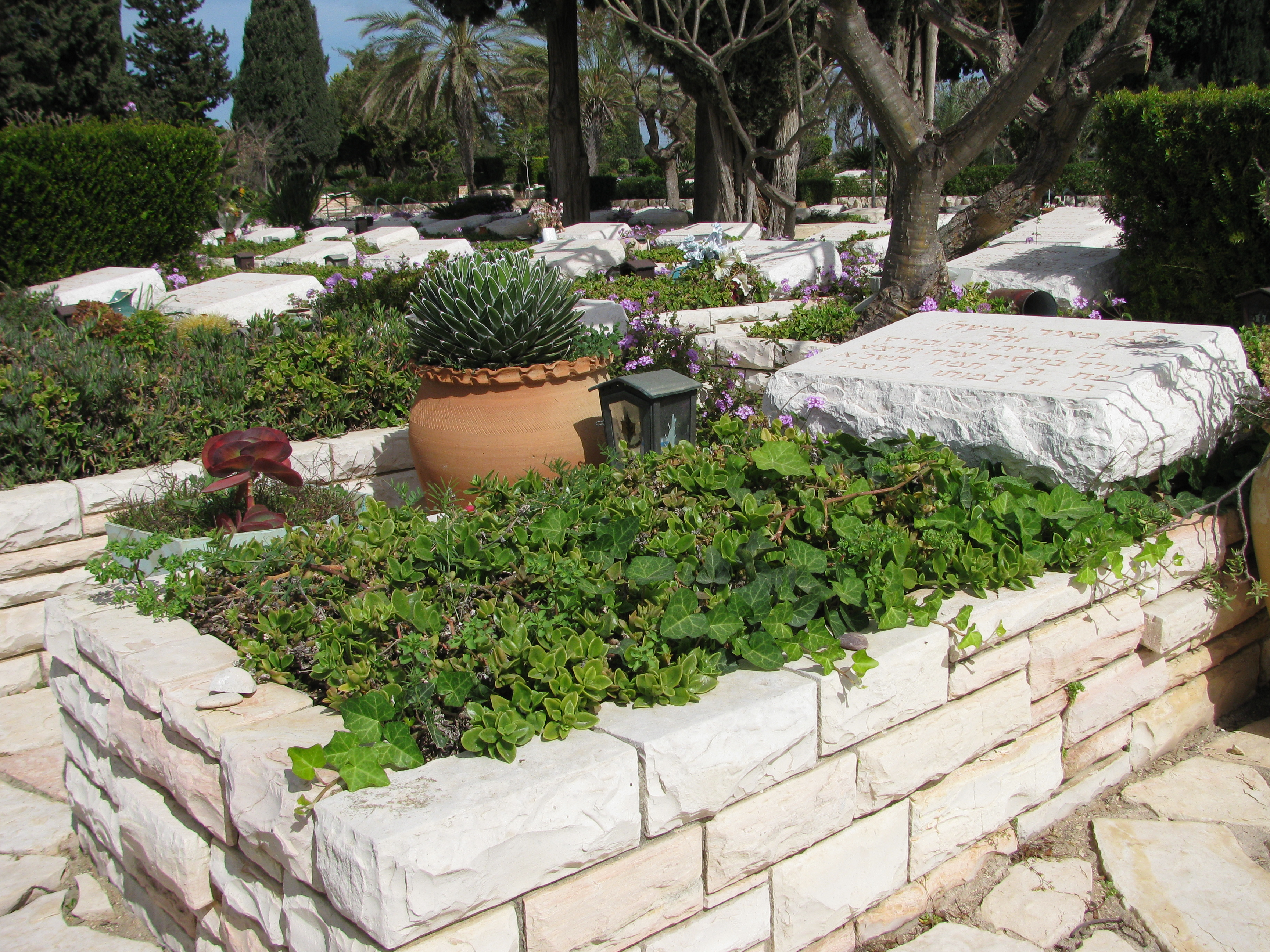
Могила Меира Зоара

В мае 1953 году Зоар был назначен на пост Главного военного прокурора, сменив на посту полковника Аарона Мояля.
В этой должности разработал проект Закона о военном судопроизводстве (ивр. חוק השיפוט הצבאי‎), который был утверждён кнессетом 21 июня 1955 года. Помимо прочего, Зоар также руководил обвинением по делу о массовом убийстве в Кафр-Касеме.
В 1958 году Зоару было присвоено звание полковника.
Зоар преподавал военное право в Еврейском университете в Иерусалиме и в Высшей школе права и экономики в Тель-Авиве (на тот момент филиал Еврейского университета в Иерусалиме, в дальнейшем часть Тель-Авивского университета).
Был членом Юридического совета (ивр. המועצה המשפטית‎) (органа регулирования адвокатской профессии до учреждения Адвокатской коллегии Израиля) и членом управления Израильской криминологической ассоциации.
В мае 1961 года Зоар принял участие в конференции Международной ассоциации военного права и законов войны во Флоренции, Италия, был избран на данной конференции членом правления ассоциации.
Проживал в Тель-Авиве. Скончался 5 июля 1961 года от рака в больнице «Тель-ха-Шомер». Похоронен на следующий день на военном кладбище «Кирьят Шауль» в Тель-Авиве. Зоара пережили жена и трое сыновей: Йехиэль, Дов и Йосеф.
В 1962 году факультет юриспруденции Еврейского университета в Иерусалиме совместно с Военной прокуратурой Израиля учредил премию имени полковника доктора Меира Зоара, присуждаемую за исследование в области военного права. Личная библиотека Зоара была пожертвована Тель-Авивскому университету.

## Публикации
- מאיר זוהר חוק השיפוט הצבאי על פרשת דרכים הפרקליט י (התשי"ד) 210 (Меир Зоар, «Закон о военном судопроизводстве на распутье», «Ха-Праклит» № 10 (1954) 210) (иврит)
- מאיר זוהר חוק השיפוט הצבאי, תשט"ו-1955, והשפעתו על מערכת החוקים הפליליים של המדינה הפרקליט יב (התשט"ז) 58 (Меир Зоар, «Закон о военном судопроизводстве от 1955 года и его влияние на уголовное законодательство страны», «Ха-Праклит» № 12 (1956) 58) (иврит)
- Meir Zohar, Modern Trends in Military Law and Their Influence on Military Justice Law (Меир Зоар, «Современные тенденции в военном праве и их влияние на военное правосудие»), Studies in Law, Scripton Hierosolymitana, Vol. V (1958) (англ.)
- אל"מ ד"ר מאיר זוהר משמעת מונעת מערכות 117, מרץ 1959 (Полковник доктор Меир Зоар, «Превентивная дисциплина», «Маарахот» № 117 (март 1959)) (Архивная копия от 9 апреля 2022 на Wayback Machine) (иврит)
- מאיר זוהר הכנס השני של האגודה הבינלאומית לחוק צבאי פלילי ולחוקי מלחמה הפרקליט יז (התשכ"א) 382 (Меир Зоар, «II-й съезд Международной ассоциации военного уголовного права и международного гуманитарного права», «Ха-Праклит» № 17 (1961) 382) (иврит)
- מאיר זוהר פעולה מלחמתית — מהי? הפרקליט יז (התשכ"א) 118 (Меир Зоар, «Что является „военным действием“ (с точки зрения деликтного права)?», «Ха-Праклит» № 17 (1961) 118) (иврит)